# حادثة اقتحام مخيم قلنديا 2013
حادثة اقتحام مخيم قلنديا 2013 هي عملية اعتقال نفذتها قوات الاحتلال الإسرائيلي داخل مخيم قلنديا للاجئين الفلسطينيين بين مدينتي رام الله والقدس في 26 أغسطس 2013. أثارت العملية اشتباكًا مسلحًا وقع مع سكان المخيم احتجاجًا على محاولة الاعتقال. أسفر الحادثة عن استشهاد ثلاثة مدنيين فلسطينيين وجرح 19 آخرين. كما أصيب ثلاثة من أفراد قوات الاحتلال الإسرائيلي.
وفقًا لصحيفة لوس أنجلوس تايمز، كانت الحادثة «واحدة من أكثر المواجهات عنفًا منذ سنوات بين الإسرائيليين والفلسطينيين في الضفة الغربية.»

## المداهمة
الساعة 4:30 صباحًا من صباح يوم 26 أغسطس 2013، دخلت قوات الاحتلال الإسرائيلي مخيم قلنديا لاعتقال يوسف الخطيب. الخطيب عضوٌ في حركة فتح وأُطلق سراحه مؤخرًا من السجن الإسرائيلي. يصفه جيش الاحتلال بأنه «رجل إرهابي». ذكر شقيقه حاتم الخطيب أن قوات الاحتلال كانت ترتدي ملابس مدنية عندما دخلت منزل أخيه، وأنه والحشد من السكان في الخارج، سمعوا أعيرة نارية تُطلق داخل منزل الخطيب. بعد ذلك، بدأ الناس في يرشقون قوات الاحتلال بالحجارة. تجمهر السكان الغاضبين إلى 1,500 وهاجموا القوات الإسرائيلية التي دخلت المخيم. أطلقت القوات الإسرائيلية، التي أُرسلت كتعزيزات، النار على السكان؛ مما أسفر عن استشهاد ثلاثة من السكان، وجرح 19 آخرين. وبحسب ما ورد كان أحدهم في طريقه للعمل في مكتب الأونروا المحلي عندما تم إطلاق النار عليه. كما أصيب ثلاثة من رجال الأمن الإسرائيليين بالحجارة. ذكر الجيش الإسرائيلي أن «تهديد وشيك» وقع على حياة أفراده الذين «لم يكن لديهم بديل سوى اللجوء إلى إطلاق النار الحي دفاعًا عن النفس».

## ما بعد الحادثة
شارك آلاف السكان المحليين في جنازة الشهداء الفلسطينيين الثلاث. بعد الجنازة، اشتبك السكان المحليون مع جنود إسرائيليين يحرسون حاجز قلنديا العسكري. اتهمت حنان عشراوي إسرائيل باستخدام «العنف المفرط والعشوائي والذخيرة الحية في المناطق المدنية المكتظة بالسكان»، وذكرت أيضًا أنها: «انتهاك صارخ للقانون الدولي والإنساني». ألغت منظمة التحرير الفلسطينية اجتماعًا مخططًا له مع مسؤولين إسرائيليين في أريحا، كجزء من مفاوضات السلام التي كانت تجري، احتجاجًا على الحادثة.
أعلن إقليما حركة فتح في القدس ورام الله الحداد لمدة ثلاثة أيام. اشتبك شباب فلسطينيون غاضبون في الخليل مع قوات الاحتلال الإسرائيلي في البلدة القديمة، مما أدى إلى إصابة شابين واحتجاز ثالث.